# Polski Związek Bokserski
Polski Związek Bokserski (PZB) – organizacja zrzeszająca kluby sportowe, zawodników, trenerów, sędziów i działaczy polskiego boksu utworzona w grudniu 1923 roku w Warszawie.

## Opis
Polski Związek Bokserski w 1925 roku został członkiem Międzynarodowej Federacji Boksu Amatorskiego (FIBA), a od 1946 roku jest członkiem jej następcy – Międzynarodowego Stowarzyszenia Boksu Amatorskiego (AIBA).
PZB był trzykrotnie organizatorem mistrzostw Europy: dwukrotnie mężczyzn (Warszawa 1953, Katowice 1975) i raz kobiet (Warszawa 2006). Siedziba organizacji znajduje się przy ul. Połczyńskiej 10 w Warszawie.